# Sperchon tenuipalpis
Sperchon tenuipalpis är en kvalsterart som beskrevs av Koenike 1895. Sperchon tenuipalpis ingår i släktet Sperchon och familjen Sperchonidae. Inga underarter finns listade i Catalogue of Life.